# Conus andamanensis
Conus andamanensis é uma espécie de gastrópode do gênero Conus, pertencente à família Conidae.